# ناو کلاس کانگیسبرگ (۱۹۱۵)
کروزر کلاس کانگیسبرگ (۱۹۱۵) (به انگلیسی: Königsberg-class cruiser (1915)) یک کلاس از کشتی است که طول آن ۱۵۱٫۴ متر (۴۹۷ فوت) می‌باشد.